# Manfred Hüttner
Manfred Hüttner (* 2. August 1930 in Kötzschenbroda; † 4. März 2017) war ein deutscher Wirtschaftswissenschaftler.

## Leben
Manfred Hüttner absolvierte eine kaufmännische Lehre und die Kaufmannsgehilfenprüfung und studierte danach über die Begabtenprüfung in Berlin, Bonn und Hamburg. Er legte 1955 die Diplom-Prüfung für Volkswirte ab und wurde 1959 mit der Arbeit Die Höhe und Entwicklung der Verteilungskosten in Deutschland, Schweden und den Vereinigten Staaten von Amerika an der Universität Hamburg promoviert. Ab 1962 war er Dozent in Siegen, ab 1966 in Bochum, von 1972 bis 1995 war er Professor für Betriebswirtschaftslehre an der Universität Bremen. Er verfasste mehrere Fachbücher. 
2013 gehörte er zu den Gründungsstiftern der Förderstiftung der Universität Bremen.
Manfred Hüttner lebte zeitweise in der Gemeinde Hepstedt. Er starb am 4. März 2017 im Alter von 86 Jahren.

## Schriften
- Die Höhe und Entwicklung der Verteilungskosten in Deutschland, Schweden und den Vereinigten Staaten von Amerika. Dissertation. Universität Hamburg 1959, DNB 480034524.
- Grundzüge der Marktforschung. Gabler, Wiesbaden 1965, DNB 452132592.
- Arbeitslehre als Wirtschaftslehre. Henn, Wuppertal u. a. 1970, DNB 457038527.
- Grundzüge der Wirtschafts- und Sozialstatistik. Gabler, Wiesbaden 1973, ISBN 3-409-60051-5.
- Multivariate Methoden im Marketing. Moderne Industrie, München 1978, ISBN 3-478-37300-X.
- Informationen für Marketing-Entscheidungen. Vahlen, München 1979, ISBN 3-8006-0774-3.
- Markt- und Absatzprognosen. Kohlhammer, Stuttgart u. a. 1982, ISBN 3-17-007325-7.
- Prognoseverfahren und ihre Anwendung. de Gruyter, Berlin 1986, ISBN 3-11-010826-7.
- Betriebswirtschaftslehre. de Gruyter, Berlin 1990, ISBN 3-11-012336-3.
- mit Annette Pingel, Ulf Schwarting: Marketing-Management. Oldenbourg, München 1994, ISBN 3-486-22522-7.